# Rain Storm - Pagato per uccidere
Rain Storm - Pagato per uccidere (Rain Storm) è il terzo libro scritto da Barry Eisler, con protagonista John Rain.

## Trama
John Rain dopo l'ultimo omicidio fugge dal Giappone per trovare rifugio in Brasile ma le sue grandi abilità di mascherare gli omicidi, da semplici morti naturali, lo farà diventare un pezzo fondamentale nello scacchiera della CIA, che gli affiderà un incarico molto rischioso: uccidere Achille Belghazi un trafficante d'armi legato al terrorismo islamico.

## Edizioni in italiano
- Barry Eisler, Rain storm: pagato per uccidere, Garzanti, Milano 2006 ISBN 88-11-59762-5
- Barry Eisler, Rain storm: pagato per uccidere, Garzanti, Milano 2008 ISBN 978-88-11-68107-6